# 다나다 신
다나다 신(일본어: 棚田 伸, 1969년 7월 25일 ~ )는 일본의 전 축구 선수이다.

## 구단 경력
1992년 재팬 풋볼 리그의 히타치(가시와 레이솔)에 입단했다. 1994년 재팬 풋볼 리그 준우승으로 J1리그로 승격했다. 1998년까지 120경기에 출전하여, 25득점을 넣었다. 1998년 10월 콘사돌레 삿포로로 이적했다. 1998년후 J2리그에 강등했다. 1999년후 현역 은퇴.